# سدرة البيت (مسلسل)
سدرة البيت هو مسلسل كويتي عرض على تلفزيون الكويت في 2009 وتدور أحداثه حول مديرة شركة تواجه ضغوطاً اجتماعية من محيطها القريب. يشترك في بطولة المسلسل كل من هدى حسين، عبد الرحمن العقل، عبد الإمام عبد الله، أحمد مساعد ومحمد جابر («العيدروسي»).